# Missão tripulada a um asteroide

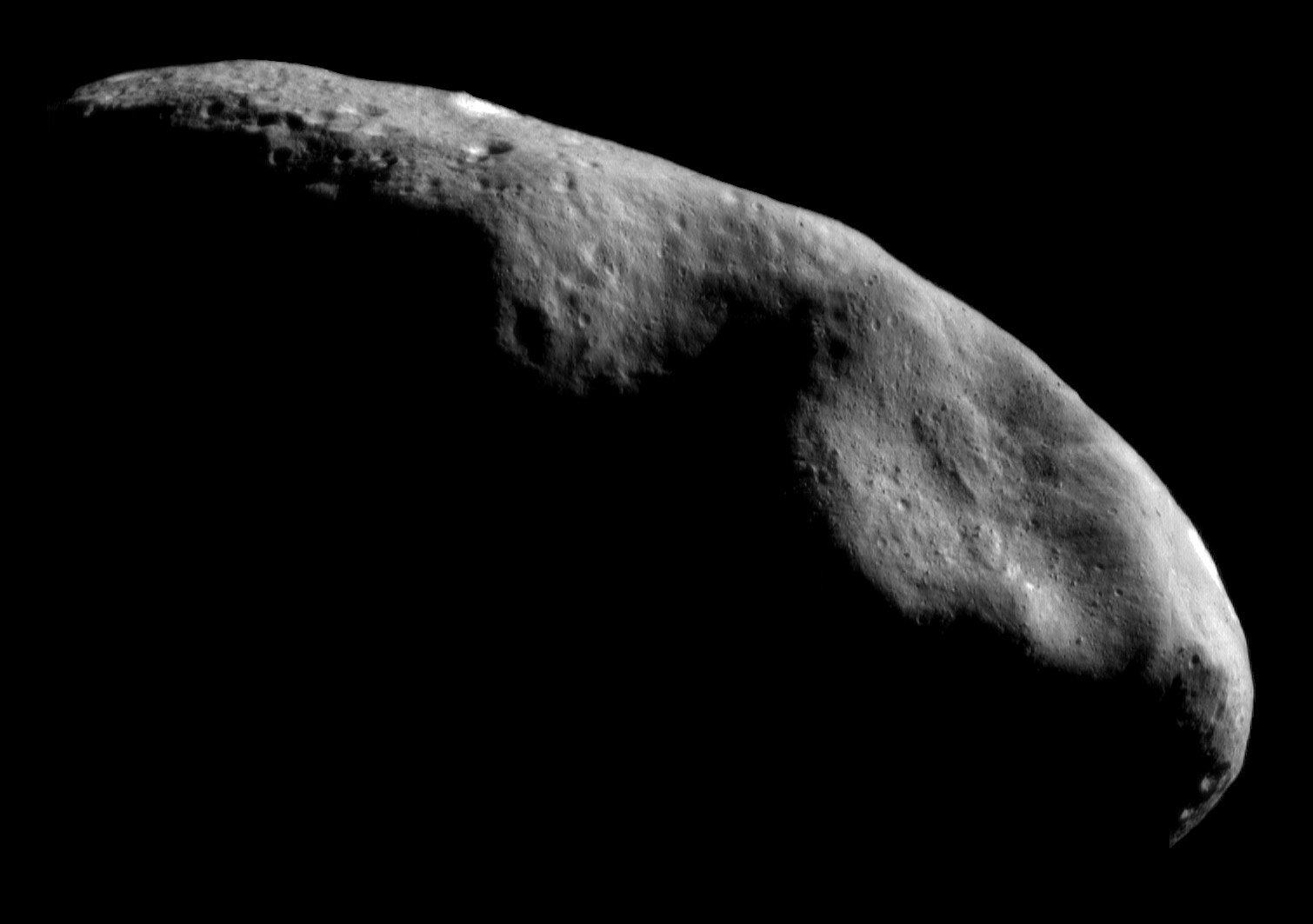
433 Eros é um asteroide próximo da Terra.

Uma missão tripulada a um asteroide é um dos objetivos de longo prazo da astronáutica. Os asteroides próximos da Terra são o alvo de tais missões, devido às suas localizações favoráveis.
Uma missão tripulada a um asteroide seria um novo passo na história da exploração espacial, ao enviar astronautas à órbita da Lua, onde uma missão robótica anterior chamada Asteroid Redirect Mission colocaria um asteroide capturado.
O presidente dos Estados Unidos Barack Obama anunciou em 15 de abril de 2010 que o projeto de uma missão tripulada a um asteroide era um objetivo para 2025. O anúncio foi feito após o cancelamento do Projeto Constellation em fevereiro de 2010, cujos principal objetivo era o retorno do homem ao satélite natural da Terra. Obama também afirmou que a missão tripulada a um asteroide pode servir de preparação para uma missão tripulada a Marte, na década de 2030.
Para a missão, a NASA está desenvolvendo a espaçonave Orion e o lançador Space Launch System (SLS).